# -tipo
La terminación -tipo, en idioma español, deriva del  latín typus (‘modelo’, ‘imagen’), y este del griego  τύπος, túpos (‘huella’, ‘marca’). Se usa en ciertas palabras como una suerte de sufijoide y se refiere a:
- en relación con las ideas y la filosofía:
  - arquetipo: es el patrón ejemplar del cual otros objetos, ideas o conceptos se derivan.
  - estereotipo:  imagen trillada y con pocos detalles acerca de un grupo de gente que comparte ciertas características, cualidades y habilidades.
  - prototipo: ejemplar o primer molde en que se fabrica una figura u otra cosa. También cualquier tipo de máquina en pruebas, o un objeto diseñado para una demostración de cualquier tipo.
  - atipo: sin tipo definido.

- en relación con la genética:
  - alotipo: producto proteico de un alelo que puede ser detectado como antigénico por otro miembro de la misma especie.
  - cariotipo: patrón cromosómico de una especie expresado a través de un código, establecido por convenio, que describe las características de sus cromosomas.
  - fenotipo: la expresión del genotipo en función de un determinado ambiente.
  - genotipo: la información genética que posee un organismo en particular, en forma de ADN.
  - halotipo: parte de un cromosoma o conjunto de caracteres que se transmiten juntos
  - idiotipo: conjunto de todos los factores hereditarios, constituido por los genes del núcleo celular y los genes extranucleares, que se transmiten a través de estructuras citoplásmicas, como las mitocondrias.

- en relación con la biología:
  - agriotipo: especie silvestre de la que procede un animal doméstico; p. ej., el jabalí es el agriotipo de todas las razas de cerdos (del gr. ἄγριος, salvaje, y tipo).
  - biotipo: forma típica de animal o planta que puede considerarse modelo de su especie, variedad o raza.
  - ecotipo: una subpoblación genéticamente diferenciada que está restringida a un hábitat específico, un ambiente particular o un ecosistema definido, con unos límites de tolerancia a los factores ambientales.
  - isotipo: tipo de anticuerpos
  - subtipo: cada uno de los grupos taxonómicos en que se dividen los tipos de plantas y de animales.

- en relación con la geología y mineralogía:
  - aristotipo: un tipo de estructura cristalográfica de alta simetría de que se puede ver como una versión idealizada de una estructura de menor simetría.
  - estratotipo: Referencia original o designada, de una unidad estratigráfica o límite estratigráfico, que se identifica como un intervalo o punto específico en una sucesión de estratos, y que constituye el patrón o modelo para definir y reconocer la unidad o límite estratigráfico
  - mesotipo: término aplicado a rocas ígneas que contienen cantidades aproximadamente iguales de minerales claros y oscuros (Leucocrático; Melanocrático) con un índice de color comprendido entre 30 y 60 en la escala de Shand.

- en relación con el hombre:
  - fototipo: la capacidad de la piel para asimilar la radiación solar, lo que permite clasificar las pieles del I al VI.
  - homotipo: cualquier estructura o parte del cuerpo, como una mano o un pie, que parece tener una simetría inversa con una parte similar.
  - ergotipo:
  - fisiotipo:
  - mesotipo:

- en relación con el diseño:
  - logotipo: es un elemento gráfico que identifica a una entidad ya sea pública o privada.
  - isotipo: se refiere a la parte, generalmente icónica o más reconocible, de la disposición espacial en diseño de una marca, ya sea corporativa, institucional o personal. La palabra isotipo hace referencia a aquello que es "igual al tipo".
  - prototipo: ejemplar o primer molde en que se fabrica una figura u otra cosa. También cualquier tipo de máquina en pruebas, o un objeto diseñado para una demostración de cualquier tipo.

- en relación con la impresión y tipografía, a partir de la acepción de tipo de letra:
  - calotipo: método fotográfico creado por el científico inglés William Fox Talbot y basado en un papel sensibilizado que, tras ser expuesto a la luz, era posteriormente revelado y fijado.
  - cianotipo: proceso de impresión fotográfica que da una impresión cian-azul.
  - cromotipo:
  - daguerrotipo: primer procedimiento fotográfico anunciado y difundido oficialmente en el año 1839 y desarrollado y perfeccionado por Louis Daguerre y dado a conocer en París, en la Academia de Ciencias de Francia.
  - electrotipo: placas duplicadas para la impresión tipográfica hechas mediante procesos de electroformado.
  - galvanotipo: clichés en relieve para la impresión obtenidos por el procedimeinto de la galvanoplastia.
  - monotipo: en grabado, una impresión que por deseo del artista permanece como única, sin que se produzcan más ejemplares iguales.
  - linotipo: tipo de la linotipia o máquina de componer,
  - politipo: grupos de letras talladas en un solo punzón -y, por tanto, fundidas a partir de una matriz única- que mantienen entre sí algún rasgo de enlace. También se llaman ligaduras.
  - taqueotipo: sistema de cajas de imprenta con el auxilio del cual se pensaba obtener gran rapidez en los trabajos tipográficos.
  - teletipo: dispositivo telegráfico de transmisión de datos, ya obsoleto, utilizado durante el siglo XX para enviar y recibir mensajes mecanografiados punto a punto a través de un canal de comunicación simple, a menudo un par de cables de telégrafo.
  - mariotipo: antiguo procedimiento fotográfico que utiliza papel albuminado para la transferencia o procedimiento Marion.
  - ozotipo:  Ozotipo derivado del mariotipo

- otros usos:
  - celotipo: que padece celotipia

- Datos: Q8177725